# Montmagastre (muntanya)
|  | Aquest article tracta sobre la muntanya d'Artesa de Segre. Si cerqueu el poble homònim, vegeu «Montmagastre». |

El Montmagastre és una muntanya de 762 metres que es troba prop del poble de Montmagastre, dins del municipi d'Artesa de Segre, a la comarca de la Noguera.
Al cim podem trobar-hi un vèrtex geodèsic (referència 264098001).
Aquest cim està inclòs al llistat dels 100 cims de la FEEC.